# Kasteel Kesselhof
Kasteel Kesselhof, ook gekend als Kasteel ten Dijke en Kasteel de Bogaertscheheide, is een Belgisch kasteel gelegen aan de Bogaertsheide 2 van de Nijlense deelgemeente Kessel in de provincie Antwerpen.

## Geschiedenis
Via jonker Henricus-Jospehus Geelhand kwam het goet ter Ryt,  nadien opgegaan in domein Ten Dycke, in handen van de familie van Praet. Het kasteel werd op deze grond in opdracht van jonkvrouw Emelia-Maria-Josepha van Praet tussen 1872 en 1874 gebouwd naar een ontwerp van Joseph Claes. De bestaande dreef werd met een derde verlengd en het bijbehorende park werd aangelegd volgens een ontwerp van Louis Fuchs.
Na het overlijden van de jonkvrouw in 1890 erfde haar neef Raymond Geelhand-Meyers het kasteel met landgoed. In 1906 kwam het in handen van Louis van de Werve-della Faille opgevolgd door baron en barones Van Zuylen-Van Nyevelt. Kort voor het overlijden van barones Diane Caroline Van Zuylen Van Nyevelt in 2007, werd het kasteel eigendom van modeontwerpster Ann Demeulemeester en haar echtgenoot Patrick Robyn. In december 2021 werd Ann Demeulemeester benoemd als bestuurder van het Belgische VGP Foundation van Jan Van Geet de zoon van Hugo Van Geet, waarna het kasteel overging in de NV Kesselhof, dochteronderneming van het Luxemburgse Little Rock. 

## Gebouw
Het domein ligt aan de Grote Nete en omvat naast het park een kasteel op rechthoekige plattegrond met aan de westzijde een koepel. Het kasteel heeft rondbogige vensteropeningen en is voorzien van gekoppelde halfzuilen met Dorische en Ionische kapitelen.